# Unterbarmen

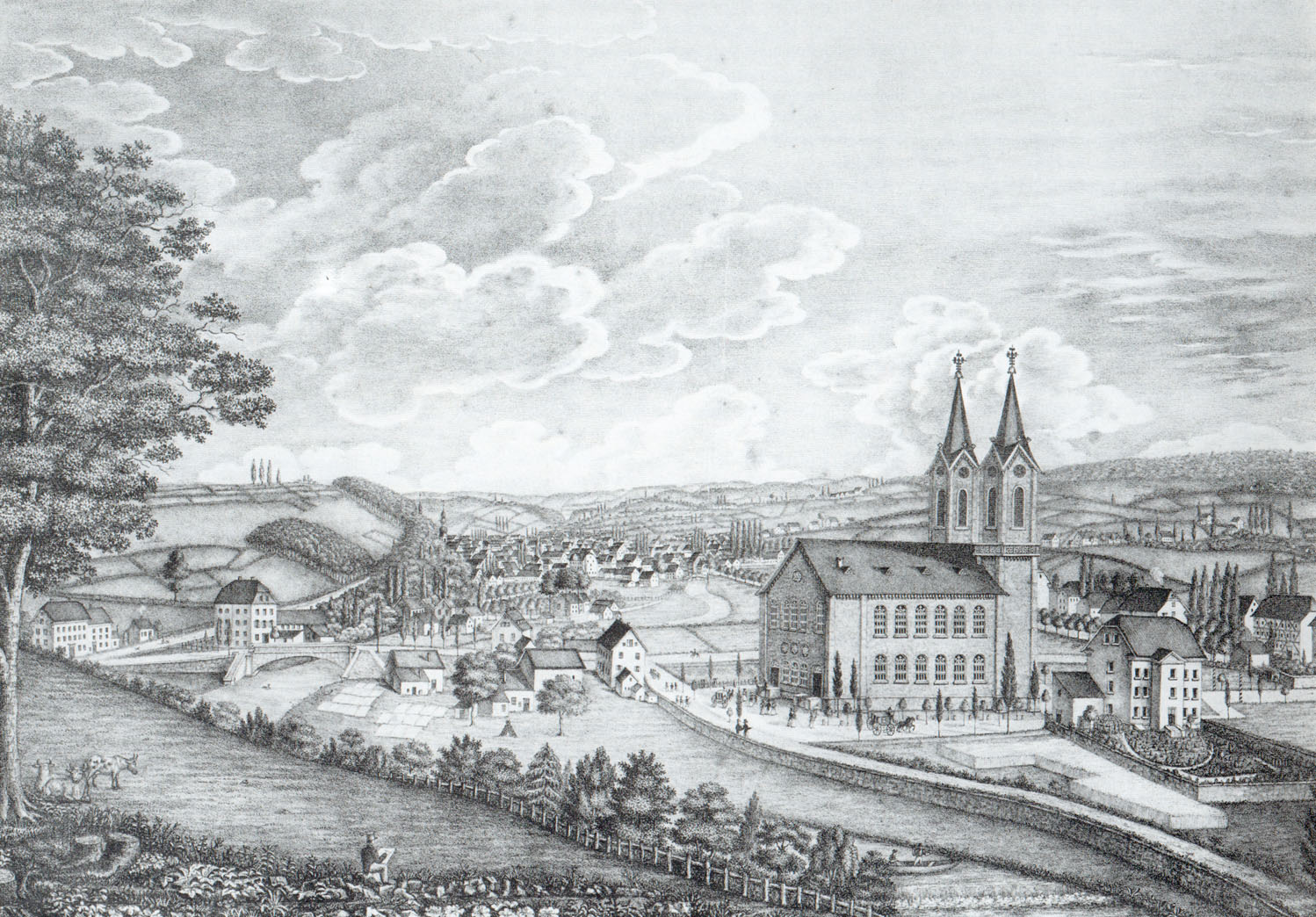
Litografía de Unterbarmen, con la iglesia principal (1836)

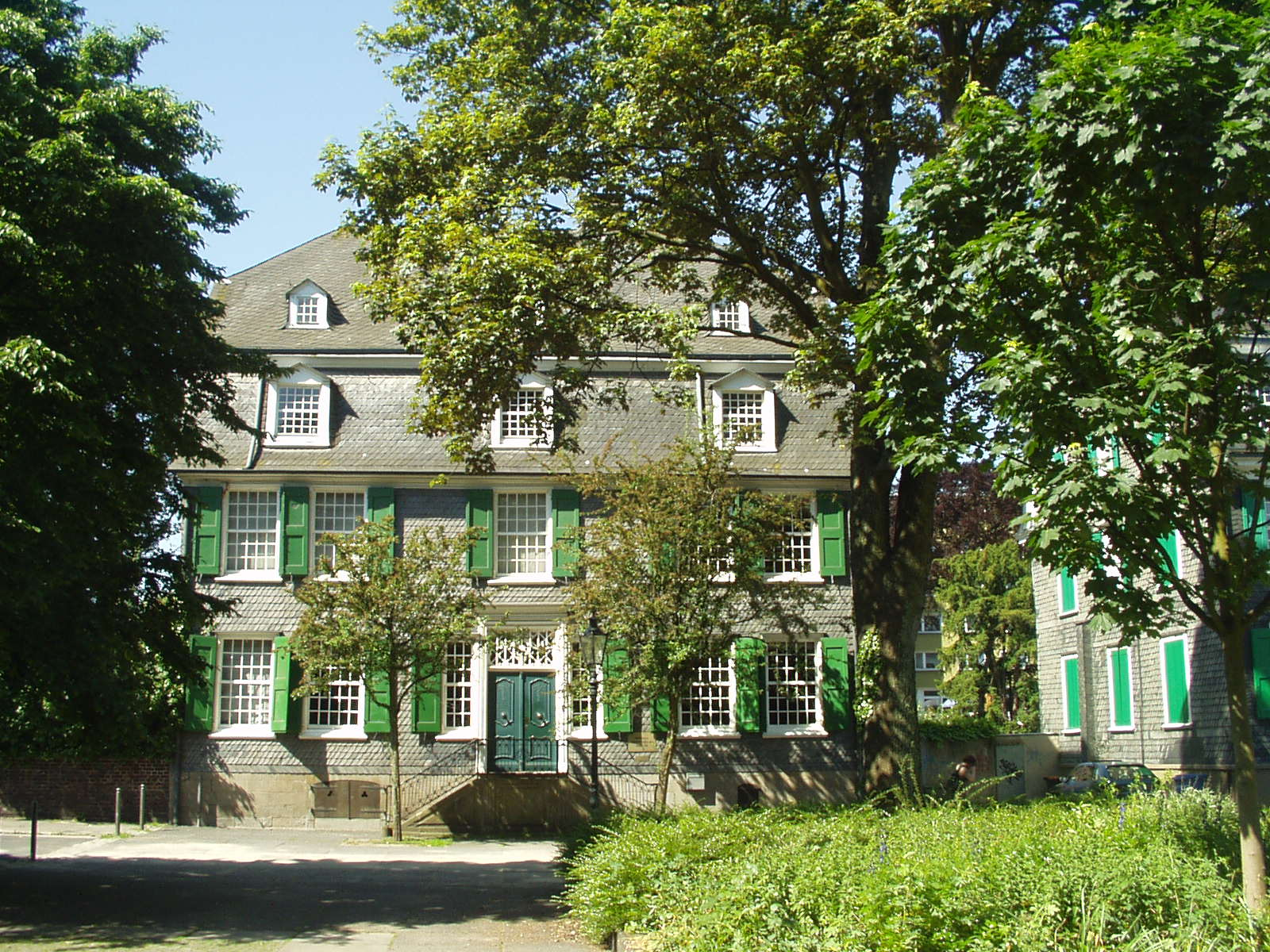
La llamada Casa del Ángel en Unterbarmen (1775)

Unterbarmen es un distrito histórico del centro antiguo de Barmen, uno de los actuales diez distritos de la ciudad alemana de Wuppertal. Se corresponde a la zona suroeste del actual distrito de Barmen (Stadtbezirk número 5), que a su vez está dividido en diez barriadas, con la numeración que le sigue: Barmen-Mitte (50), Friedrich-Engels-Allee (51), Loh (52), Clausen (53), Rott (54), Sedansberg (55), Hatzfeld (56), Kothen (57), Hesselnberg (58) y Lichtenplatz (59, también llamado Hochbarmen).

## Historia
La antigua división de Barmen entre Ober y Unterbarmen se basaba en límites eclesiásticos. Hasta la Reforma, no había ninguna parroquia en el área de Barmen, solo existía la parroquia de Elberfeld en el área oeste del Viejo Mercado, en el decanato de Neuss; en el área de Barmen-Gemarke, existía la parroquia Schwelm, en el decanato de Lüdenscheid. Los arroyos Leimbach al norte de Wupper y Fischertaler Bach al sur de Wupper formaban la línea divisoria. Esta división se mantuvo cuando se fundaron las parroquias alrededor de la iglesia Wichlinghauser y la iglesia antigua de Wupperfeld, que eran independientes de Schwelm. No fue hasta 1822 que se formó la Comunidad de la Iglesia Evangélica Unida de Unterbarmen, la primera comunidad unida en Wuppertal, cuyos límites comunitarios todavía corresponden a la antigua frontera con Oberbarmen. En el siglo XIX, Unterbarmen, que estaba escasamente poblado, se desarrolló alrededor de la iglesia de Unterbarmer, que se terminó en 1832, y hacia 1900 se cerró la brecha de desarrollo urbano entre Elberfeld y Barmen. De esta época se conservan numerosas casas revestidas de pizarra en la actual calle Friedrich-Engels-Allee y otros edificios clásicos de Wuppertal. Friedrich Engels, cuyo padre jugó un papel clave en la fundación de la comunidad de Unterbarmen, nació cerca del actual Museo de la Primera Industrialización ( en alemán: Museum für Frühindustrialisierung ).
Tras el nacimiento de Wuppertal en 1929, Unterbarmen se fusionó con Gemarke, el centro histórico de Barmen, Sedansberg, que fue urbanizado después de 1900, y Hatzfeld para formar el distrito de Barmen; no existe ninguna unidad política en Unterbarmen. Sin embargo, el nombre todavía se utiliza para la zona y se utiliza para describir edificios e instalaciones, como en el caso del cementerio de Unterbarmen, la iglesia principal de Unterbarmen o la estación de tren de Unterbarmen en la línea ferroviaria Elberfeld-Dortmund.